# كانغ تشانغ جي
كانغ تشانغ جي مواليد 28 أغسطس 1927 في شبه الجزيرة الكورية - الوفاة 05 يناير 2007 في سول، هو لاعب كرة قدم كوري جنوبي سايق كان يلعب في مركز الوسط. سبق له أن لعب في كأس العالم لكرة القدم مع منتخب بلاده.

## روابط خارجية
- كانغ تشانغ جي على موقع الاتحاد الدولي (مؤرشف)  (الإنجليزية)
- كانغ تشانغ جي على موقع قاعدة بيانات كرة القدم.إي يو (الإنجليزية)
- كانغ تشانغ جي على موقع ناشيونال فوتبول تيمز (الإنجليزية)
- كانغ تشانغ جي على موقع Soccerway.com (الإنجليزية)
- كانغ تشانغ جي على موقع عالم كرة القدم.نت (الإنجليزية)